# Павлова Вес
Павлова Вес (словац. Pavlova Ves) — село, громада округу Ліптовський Мікулаш, Жилінський край, регіон Ліптов. Кадастрова площа громади — 6,83 км².
Населення 264 особи (станом на 31 грудня 2018 року).

## Географія
Протікає річка Петрушка.

## Історія
Павлова Вес згадується 1469 року.

## Населення
| Рік:            | 1994. | 2004.    | 2014.   | 2024.    |
| --------------- | ----- | -------- | ------- | -------- |
| Кількість осіб: | 281   | 252      | 251     | 281      |
| Різниця:        |       | -10,32 % | -0,39 % | +11,95 % |

| Рік:            | 2023. | 2024.   |
| --------------- | ----- | ------- |
| Кількість осіб: | 284   | 281     |
| Різниця:        |       | -1,05 % |